# 샘 레이미
샘 레이미(Samuel Marshall "Sam" Raimi, 1959년 10월 23일 ~ )는 미국의 영화 감독, 영화 제작자, 배우, 각본가이다. 그는 미시간주의 로얄오크에서 태어났다. 그는 드래그 미 투 헬, 이블 데드와 같은 컬트 호러 영화뿐 아니라 블록버스터 스파이더맨 영화를 감독한 것으로 잘 알려져 있다. 또, "헤라클레스: The Legendary Journeys"와 여전사 지나(Xena: Warrior Princess)와 같은 성공적인 텔레비전 시리즈물을 만들어내기도 하였다.

## 일대기
4남 1녀 중 넷째인 레이미는 미시간주 로얄 오크에서 태어났으며 미시간주 버밍험에서 자랐다. 그는 란제리 가게를 운영하였던 Celia Barbara와 가구점을 운영하였던 로널드 레이미(Leonard Ronald Raimi)의 아들이다. 레이미는 보수파 유대교 안에서 자랐다. 그의 조상들은 러시아와 헝가리에서 이주하였다. 레이미의 가장 나이가 많은 형제인 샌더는 1968년에 15살의 나이로 수영 사고로 죽었다. 그의 맏형 이반 레이미는 샘과 함께 일하기도 하였던 응급 치료실 의사이자 각본가이다. 레이미는 그루브즈 고등학교와 미시간 주립 대학교를 다녔고 영어를 전공하였다.

## 연출
- 1988년 - 인트루더
- 1978년 - 위딘 더 우즈
- 1981년 - 이블 데드
- 1987년 - 이블 데드 2
- 1990년 - 다크맨
- 1993년 - 이블 데드 3 - 암흑의 군단
- 1995년 - 퀵 앤 데드
- 1998년 - 심플 플랜
- 2000년 - 기프트
- 2002년 - 스파이더맨 1
- 2004년 - 스파이더맨 2
- 2007년 - 스파이더맨 3
- 2009년 - 드래그 미 투 헬
- 2013년 - 오즈 그레이트 앤드 파워풀
- 2015년 - 애쉬 vs 이블 데드
- 2022년 - 닥터 스트레인지: 대혼돈의 멀티버스
- 2026년 - 샌드 헬프

## 제작
- 1981년 - 이블 데드
- 1995년 - 다크맨 2
- 1996년 - 다크맨 3
- 2004년 - 그루지
- 2007년 - 그루지 2
- 2012년 - 포제션: 악령의 상자
- 2015년 - 애쉬 vs 이블 데드
- 2016년 - 맨 인 더 다크